# Periș
Periș là một xã thuộc hạt Ilfov, România. Dân số thời điểm năm 2002 là 7157 người.